# Поново смо на почетку среће
Поново смо на почетку среће је пети музички албум српског певача Шабана Шаулића. Објављен је 1980. године у издању ПГП РТБ-а, на винилу и аудио касети. На албуму се налази осам песама. Највећи хитови су На њеном венчању и Пружи руку помирења.

## Песме
| Бр. | Назив песме                 | Трајање |
| --- | --------------------------- | ------- |
| 1.  | На њеном венчању            | 05:03   |
| 2.  | Пружи руку помирења         | 03:37   |
| 3.  | Једна ноћ, једна луда ноћ   | 06:05   |
| 4.  | Ја нећу ништа подељено      | 04:57   |
| 5.  | Поново смо на почетку среће | 03:30   |
| 6.  | Шта учини, сунце моје       | 05:31   |
| 7.  | Хајдемо некуд из овог града | 04:09   |
| 8.  | Хеј, животе моја реко       | 04:57   |

Информације
- Главни уредник: Станко Терзић
- Рецензент: Милан Ђорђевић

Музичари и сарадници на албуму
- Хармоника: Мирко Кодић
- Аранжмани: Драган Александрић
- Кларинет: Боки Милошевић
- Фотографија: З. Кузмановић
- Фрула: Бора Дугић
- Продуцент: Д. Иванковић
- Виолина: Александар Шишић